# Hôtel de L'Averdy
L’hôtel de L’Averdy, précédemment Petit hôtel de Conti, est un ancien hôtel particulier situé dans l’impasse de Conti, dans le 6e arrondissement de Paris, en région Île-de-France.
Construit de 1669 à 1678, à la demande d’Henri du Plessis-Guénégaud, marquis de La Garnache, l’hôtel est la première œuvre connue de l’architecte Jules Hardouin-Mansart.
Racheté en 1679, par la famille de Conti, dont l’hôtel est immédiatement voisin, sous le nom de Grand hôtel de Conti, il est dès lors, renommé par opposition à ce dernier, Petit hôtel de Conti.
En 1751, il est finalement acquis par la ville de Paris, conjointement au Grand hôtel de Conti, puis, épargné de la destruction de ce dernier en 1768, il est donné par le roi Louis XV à son ministre des Finances, Clément Charles François de L'Averdy,  puis, à la Révolution, l'hôtel est annexé à l'hôtel de la Monnaie en 1795.
À partir de 2014, l’hôtel, après avoir longtemps servi à plusieurs services de la Monnaie et resté inaccessible au public, fait l’objet d’une complète restauration visant à retrouver son état originel en vue d’une ouverture de son jardin au public en mai 2021.

## Histoire

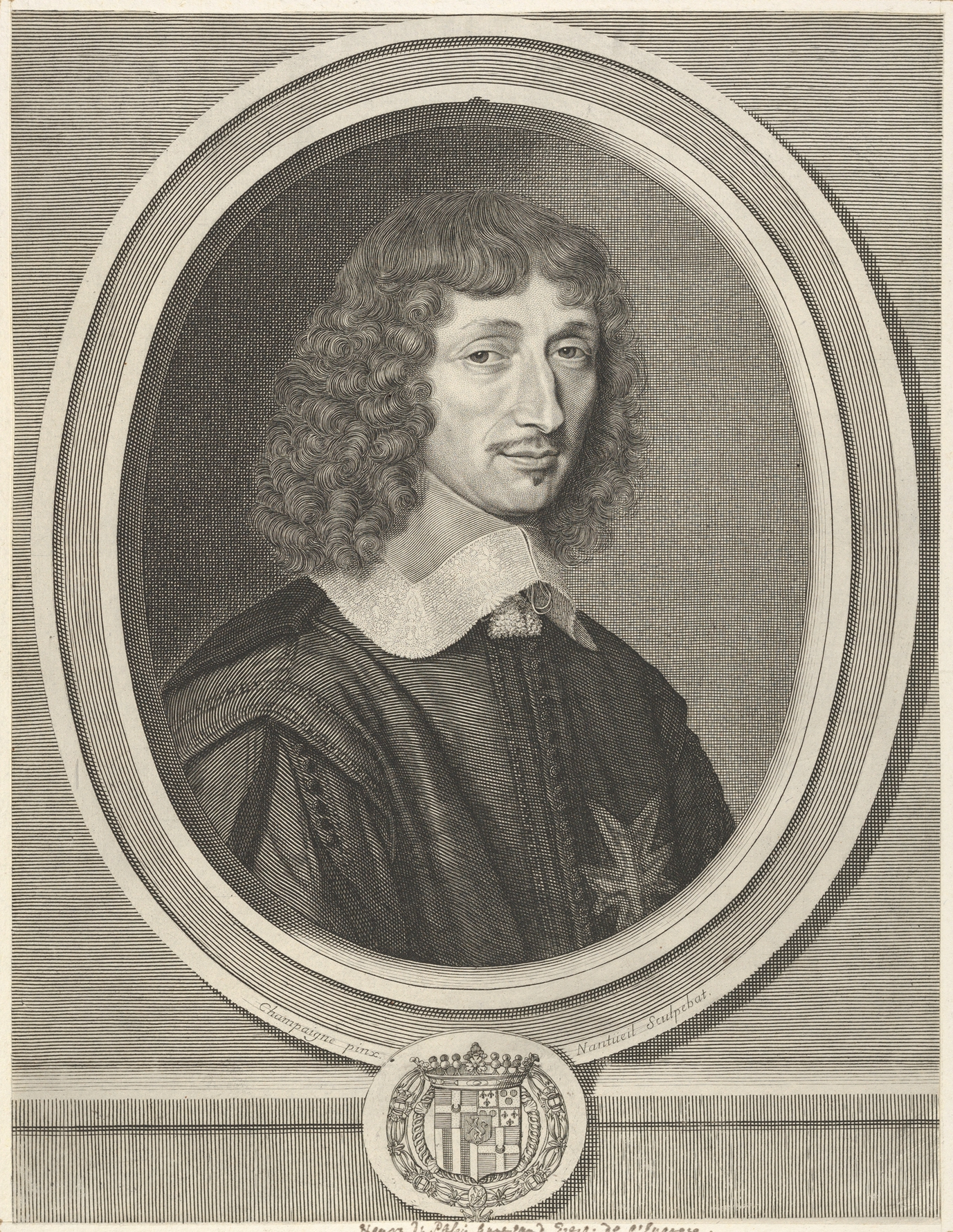
Le marquis de La Garnache

Élevé sur ce qui est un étroit terrain, enserré entre le Grand hôtel de Conti et le Collège des Quatre-Nations, l’hôtel est commandé le 2 mars 1669, par le marquis Henri du Plessis-Guénégaud, à l’architecte Jules Hardouin-Mansart, dont l’édifice est sa première œuvre connue.
Le marché est conclu entre les deux parties, pour la somme de 75 000 livres, mais en raison d’une clause ne stipulant pas d’un terme aux travaux, ceux-ci trainent en longueur, faisant le malheur du commanditaire, mais également en raison de l’ascension de l’architecte, au service de nombreuses personnalités et surtout à celui du roi Louis XIV, l’occupant alors grandement.
Ce dernier s’exprime par une lettre adressée à l’architecte en ces mots :
« Ce dimanche 17e juin 1674, je vous prie Monsieur Mansart que je puisse le mener demain matin sur les neuf à dix heures en ma petite maison proche l’hôtel de Conti. Je lui envoirai mon carrosse pour l’amener. Il y demeurera une demi heure et puis il s’en ira où il voudra. Mon carrosse sera chez lui à neuf heures, s’il est ailleurs que chez lui , mon carrosse ira le prendre où il sera, ou à l’hostel de Chaulne ou à l’hostel de l’Hospital. Duplessis. »

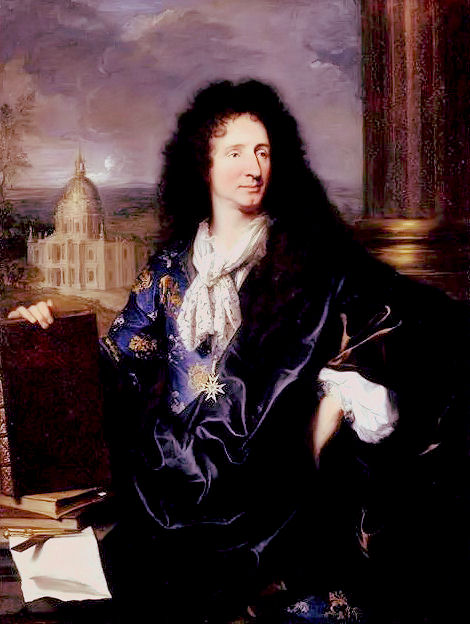
Jules Hardouin-Mansart

La perte de sa charge de ministre à la suite d'une défaveur du roi et quelques soucis financiers n’arrangent par la suite pas vraiment la situation du marquis, qui s’éteint le 16 mars 1676, laissant l’hôtel inachevé à son fils, Henri de Guénégaud, marquis du Plancy.
Ce dernier revend l’hôtel à peine achevé le 25 mai 1679, à Louis Armand de Bourbon, 3e prince de Conti, et à son frère François-Louis de Bourbon, prince de La-Roche-Sur-Yon. Étant mineurs, l’hôtel est vendu sous la tutelle de leur oncle, le mémorialiste et homme d’affaires, Jean Hérault de Gourville.
L’édifice est alors décrit comme suit :
« La maison appellée le petit hostel de Guénégaud scize dans le cul-de-sac de Nevers proche et attenant l’hostel de Conty. »
Bien qu’achevé, il n’est cependant pas entièrement remboursé et le 14 décembre 1680, le procureur du créancier de Guénégaud donne quittance aux deux princes pour le reste des sommes dues à la construction de l’hôtel.

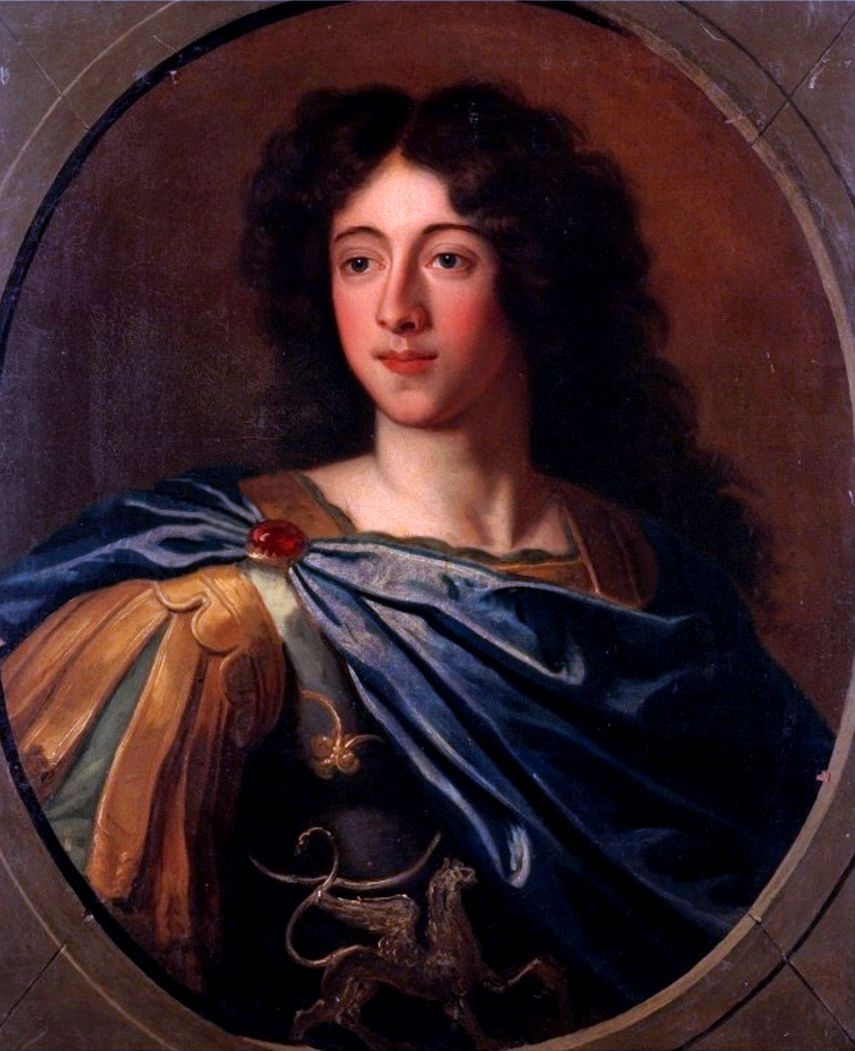
Le 4e prince de Conti

Devenu le Petit hôtel de Conti, la demeure est habitée par le plus jeune des frères, François-Louis de Bourbon, jusqu’au décès de son frère ainé en 1685. Devenu 4e prince de Conti, il loue l’hôtel à partir du 24 février 1686, à Henri d’Aguesseau, conseiller du Roi en ses conseils d’État et Finances, pour un loyer annuel de 2500 livres.
En 1706, l’hôtel est loué à Alexandre II Milon, maître des Requêtes du Roi, qui l’occupe jusqu’en décembre 1734. L’hôtel est ensuite de nouveau loué à d’autres particuliers.
En décembre 1748, le roi cherche, sur la proposition du bureau de la ville, à bâtir une nouvelle place royale et un nouvel hôtel de ville, l’emplacement choisi dans le quartier dit de Buci, impliquant notamment l’achat des deux hôtels de Conti. Afin de réaliser une estimation en vue du rachat de ces deux bâtiments, deux architectes sont missionnés, Jean-Baptiste Courtonne, représentant le prince de Conti, et Jean-Baptiste Beausire, représentant la ville.
Du 9 décembre 1749 au 23 février 1750, les deux bâtiments sont passés au peigne fin, une description détaillée de l’état ainsi qu’un relevé et un toisé des bâtiments sont exécutés. L’estimation finale ne convenant pas au prince de Conti, une contre-expertise est demandée à l’architecte Jacques Hardouin-Mansart de Sagonne, petit-fils de l’architecte du Petit hôtel, le 26 juin 1750, et annonce une somme de 1 600 000 livres. La ville achète au prix, le 23 et 24 décembre 1751, mais renonce finalement à tout projet de nouvel hôtel de ville en 1755.
En 1758, les deux hôtels servent alors au Garde-Meuble de la Couronne, en raison de la démolition de l’hôtel du Petit-Bourbon, à la suite du dégagement de la Colonnade du Louvre ; fonction qu’ils gardent jusqu’en 1768, avant qu’elle ne soit transférée dans le nouvel hôtel du Garde-Meuble, alors en cours d’achèvement et situé sur ce qui est alors la place Louis XV.
En 1767, il est décidé de construire un nouvel hôtel des Monnaies sous l’égide de l’architecte Jacques-Denis Antoine. Le Grand hôtel de Conti est rasé dès l’année suivante, laissant le Petit hôtel intact, qui est donné par le roi Louis XV à son contrôleur général des Finances, Clément Charles François de L’Averdy, marquis de Gambais, par brevet du 10 mai 1768, constituant alors sa résidence parisienne.
En 1770, le marquis, par le biais de Jacques-Denis Antoine, passe commande au peintre Jean-Jacques Forty, élève du peintre Joseph-Marie Vien, d’un décor d’arabesques en grisaille, afin d’orner le boudoir de son épouse.
En 1793, le marquis est guillotiné, et son hôtel est confisqué comme bien national puis attribué à la Monnaie, en 1795, à la suite du passage de la livre au franc germinal, instauré par la Convention, et l’annexe définitivement à ses locaux.
Au cours du XIXe siècle, l’hôtel, bien que conservant une grande partie de son décor d’origine, est largement dénaturé sur sa façade coté jardin qui perd notamment son décor de vases et son arcade centrale, puis le jardin qui disparait sous plusieurs hangars. Il est toutefois épargné de l’incendie de 1871, lors de la Semaine sanglante.
En 1901, les ateliers de la manufacture finissent par définitivement empiéter dans l’hôtel, alors encore à usage d’habitation. À cette occasion, on démonte les derniers décors, dont le boudoir de la marquise de Gambais, qui est aujourd’hui remonté dans l’enfilade de salons du bord de l’eau, dans le bâtiment principal de la Monnaie.
En 2014, le projet de réhabilitation de la Monnaie, intitulé « Métal'morphose », vise à redonner son lustre d’antan au lieu, tout en le modernisant. Les anciens hangars et l’épaisse dalle de béton recouvrant le jardin de l’hôtel sont démolis afin de récréer un espace nommé « jardin aquatique », redonnant au lieu sa vocation d’hôtel entre cour et jardin, reliant par un passage l’impasse de Conti à la rue Guénégaud.
En raison de la pandémie de Covid-19, les lieux n’ouvrent partiellement au public qu’en mai 2021.

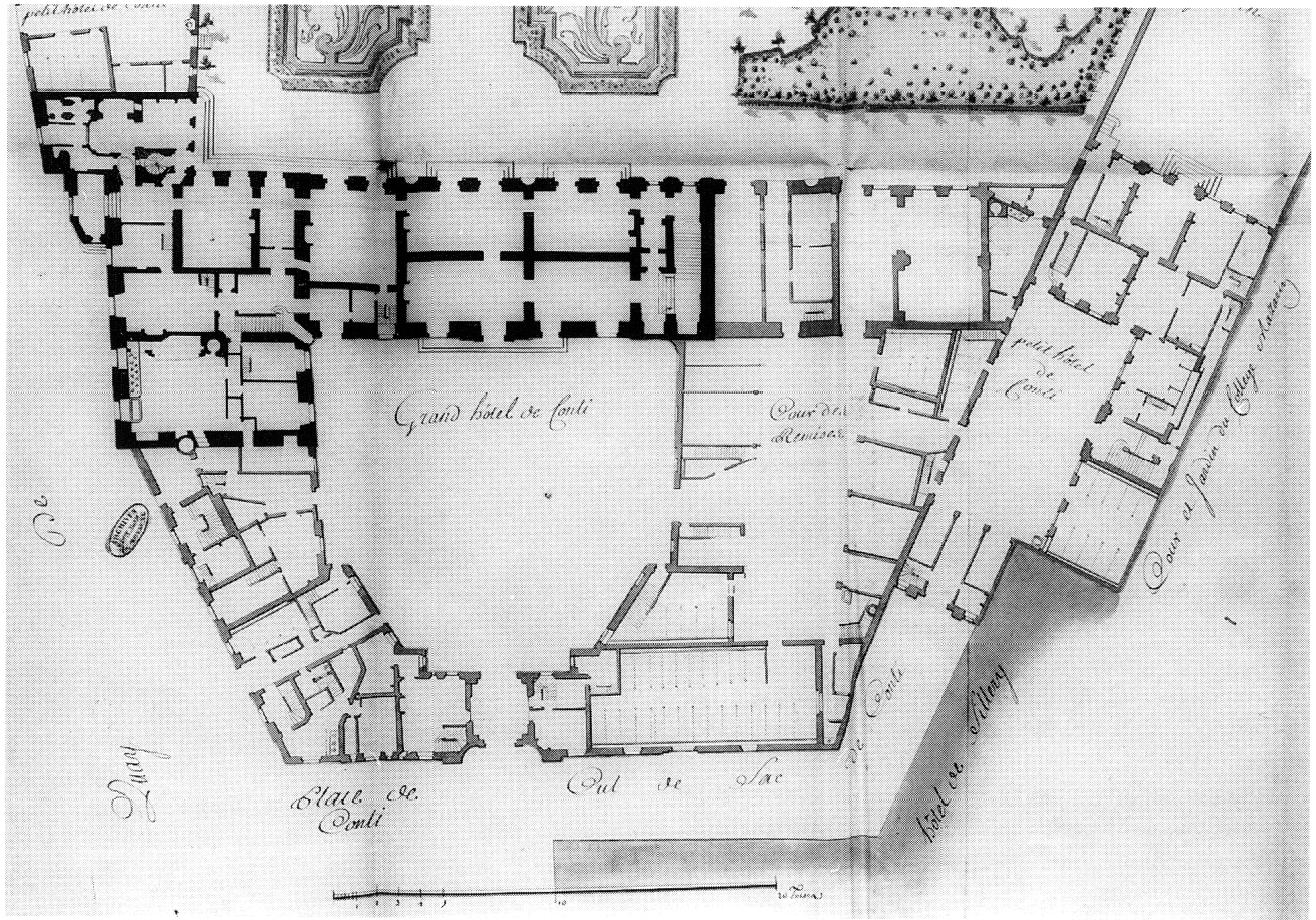
Plan des hôtels de Conti par Courtonne et Beausire en 1750, montrant l'hôtel de L'Averdy à droite.
Plan de l'Hôtel des Monnaies établi en 1821-1822,  montrant l'hôtel de L'Averdy en bas.
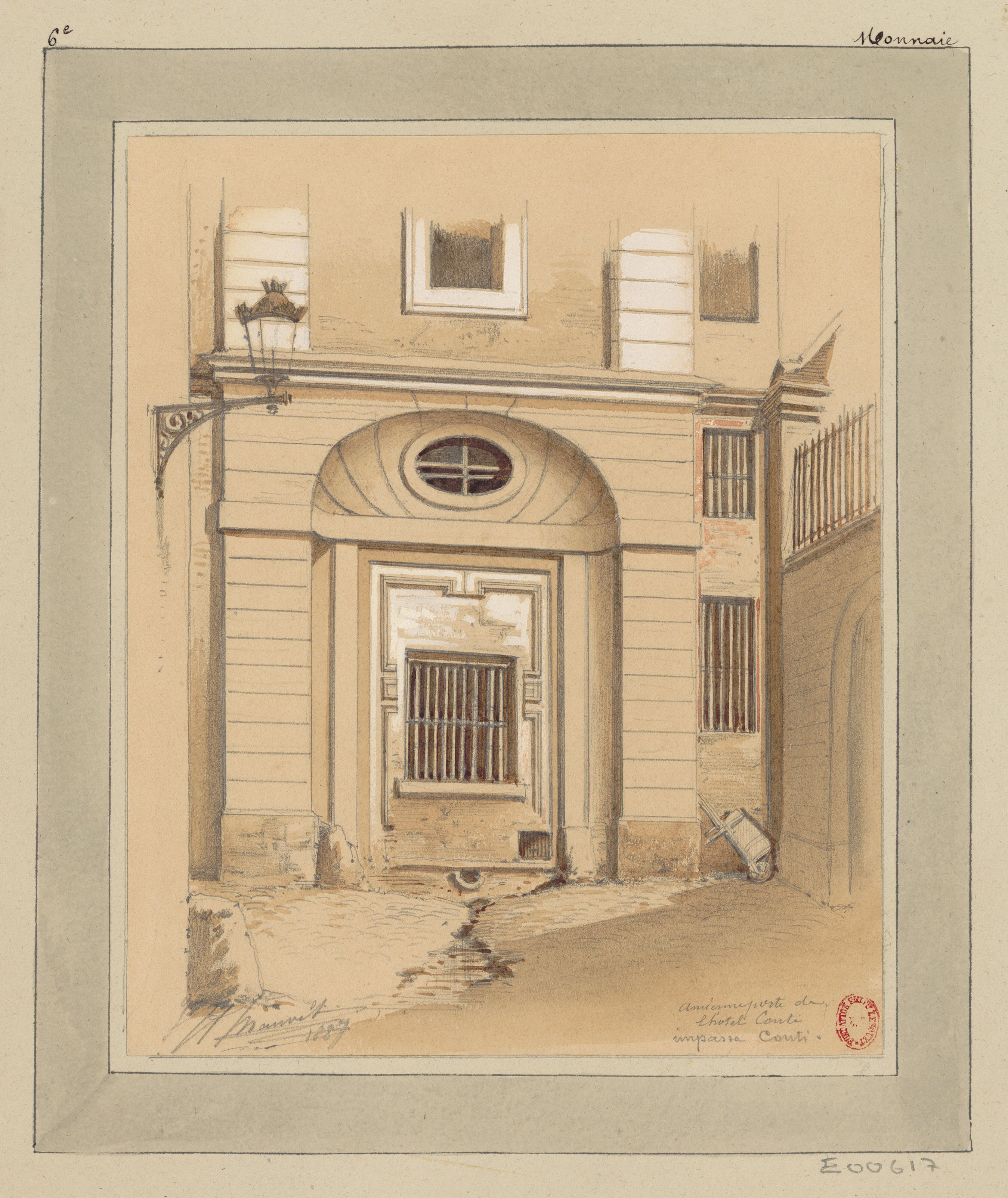
Porte de l'hôtel dans l'impasse de Conti en 1887 (dessin de Jules-Adolphe Chauvet).
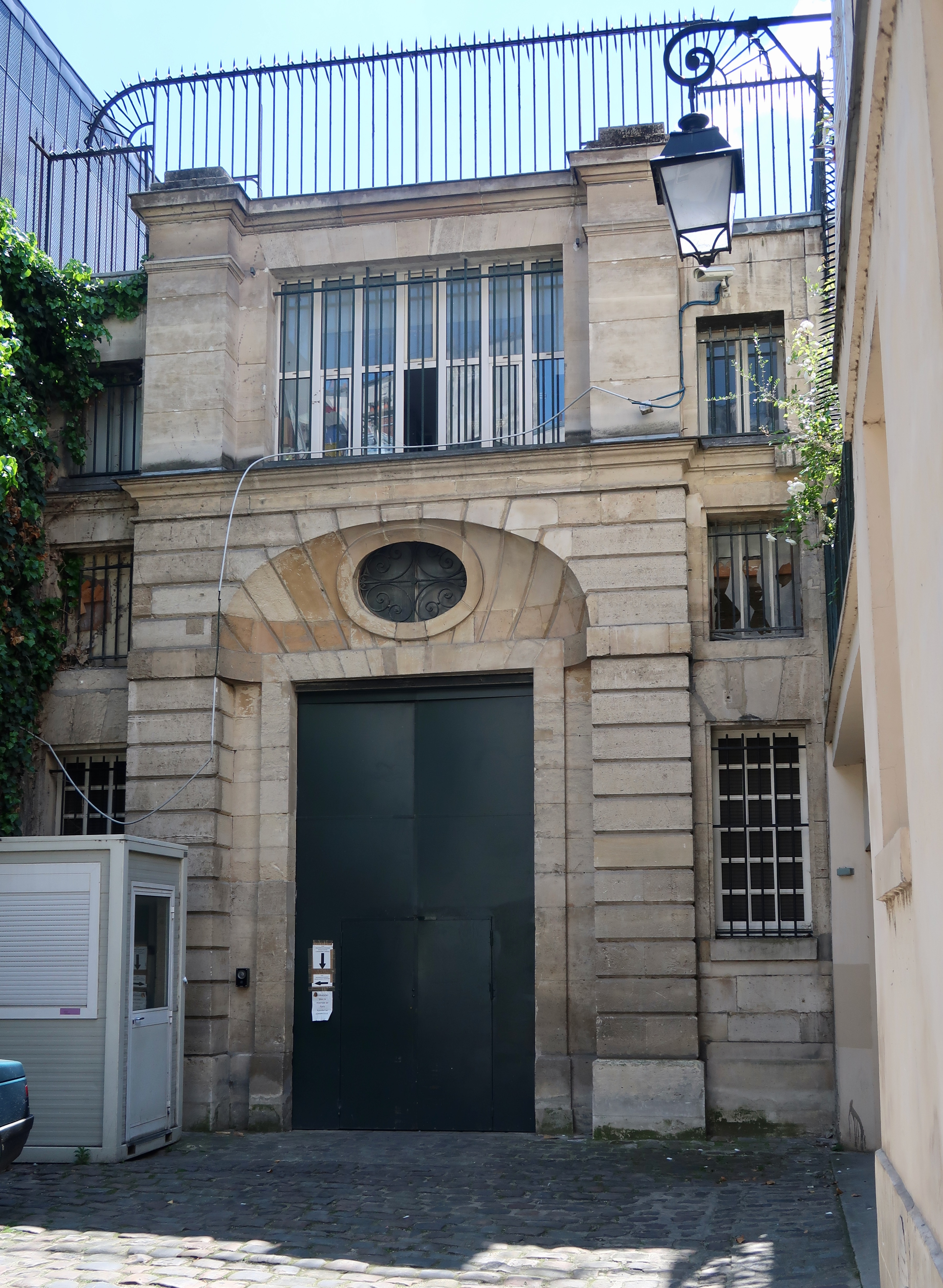
La même porte en 2019.

## Protection
L’hôtel est classé aux monuments historiques pour ses façades et toitures, conjointement à l’hôtel de la Monnaie par arrêté du 14 mars 1945.